# کباب غاز
کباب غاز یا رساله در حکمت مطلقه از ماست که بر ماست داستان کوتاه فارسی به قلم محمدعلی جمال‌زاده است که در کتاب شاهکار منتشر شده‌است.

## ترجمه
پال اسپراکمن این داستان را به انگلیسی برگردانده‌است.

## اقتباس
صالح دلدم در سال ۹۰ فیلم کمدی کباب غاز را با برداشتی آزاد از داستان محمدعلی جمالزاده به تصویر درآورد که این فیلم در شبکه نمایش خانگی و تلویزیون ایران بارها پخش گردید.